# Henri Roulon
Henri Roulon, né le 28 mars 1884 à Villiers-aux-Corneilles (Marne) et mort le 4 mars 1973 à Troyes (Aube), est un homme politique français.

## Biographie
Fils d'agriculteur, Henri Roulon travaille très jeune à la ferme familiale, puis s'installe dans l'Aube après son mariage, en 1910.
Mobilisé comme sous officier pendant la première guerre mondiale, il est gazé. Il est décoré ensuite de la croix de Guerre.
Conseiller municipal de Moussey durant l'entre-deux-guerres, il est alors responsable départemental du Parti agraire, puis membre du Parti social français.
Pendant l'occupation, il participe aux activités de la résistance en mettant sa ferme à disposition pour le ravitaillement des maquis, et pour accueillir les réfractaires au STO ou des aviateurs anglais.
Après la Libération, il se présente sur la liste du Parti Républicain de la Liberté (PRL), menée par André Mutter, lors de l'élection de la première assemblée constituante, en octobre 1945, et est élu député, à sa grande surprise. Il est réélu dans les mêmes conditions en juin 1946, puis en octobre.
Il ne commence d'ailleurs à développer une véritable activité parlementaire que lors de la première législature de la quatrième république, déposant de nombreux textes, tous liés aux questions agricoles. Il se fait le porte-parole des agriculteurs, sur des questions souvent pratiques et techniques, mais aussi fiscales.
En juillet 1950, il est ainsi rapporteur du projet de loi sur le prix du blé.
Un temps membre du Rassemblement du Peuple Français (RPF), le parti gaulliste, il le quitte cependant lorsque celui-ci refuse la double appartenance à une autre formation politique, et reste fidèle au PRL et à son chef de file local, André Mutter.
En 1951, il fait les frais de la poussée du RPF dans l'Aube, qui ravit un siège à la liste de droite, et n'est pas réélu député.
Une dernière fois candidat, comme Républicain social, en 1956, en troisième position, il ne retrouve pas le Palais Bourbon, et abandonne la vie politique.

## Détail des fonctions et des mandats
Mandats parlementaires
- 21 octobre 1945 - 10 juin 1946 : Député de l'Aube
- 2 juin 1946 - 27 novembre 1946 : Député de l'Aube
- 10 novembre 1946 - 4 juillet 1951 : Député de l'Aube